# Maurício Azêdo
Oscar Maurício de Lima Azêdo (Rio de Janeiro, 27 de setembro de 1934 — Rio de Janeiro, 25 de outubro de 2013), cujo nome foi abreviado na vida pública para Maurício Azêdo, foi um advogado e jornalista carioca.
Foi eleito presidente da Associação Brasileira de Imprensa (ABI) para o período entre maio de 2004 e maio de 2007 e reeleito para o período maio de 2007 a maio de 2010.

## Biografia
Maurício Azêdo é carioca nascido no bairro de Laranjeiras e criado no bairro de Catumbi, onde passou boa parte da infância e da juventude. Nascido em 27 de setembro de 1934. Diplomou-se em Direito na Faculdade de Direito do Rio de Janeiro, chamada na época de Faculdade do Catete, em 1960, mas preferiu continuar na atividade jornalística, na qual se iniciara no terceiro ano do curso acadêmico.
Seu currículo como jornalista inclui o exercício da atividade de repórter, redator, cronista, editor, chefe de reportagem, editor-chefe e diretor de redação de inúmeros veículos, como o Jornal do Commercio, Diário Carioca, Jornal do Brasil, Diário de Notícias, Jornal dos Sports, Última Hora, O Dia, O Estado de S. Paulo, Folha de S. Paulo, entre outros jornais diários. Trabalhou também no O Semanário e nas revistas Manchete, Fatos & Fotos, Pais & Filhos, Realidade, Placar, cuja criação foi baseada em projeto de sua autoria e da qual foi o primeiro editor-chefe, TV Guia e Carícia. Foi também colaborador de jornais alternativos de resistência à ditadura militar (1964-1985), como a Folha da Semana, periódico criado pelo Partido Comunista Brasileiro-PCB, que circulou entre 2 de setembro de 1965 e 13 de dezembro de 1966, quando o Ministro da Justiça do Governo Castelo Branco, Carlos Medeiros, editou uma portaria proibindo a sua impressão, distribuição e circulação em todo o território nacional, como dizia com ênfase o ato castrador. Nos anos 70, Maurício trabalhou como repórter, editor ou cronista em Opinião, Movimento e Hora do Povo, entre outros jornais. Foi colaborador do jornal clandestino Voz Operária, órgão do Comitê Central do PCB.
Maurício teve atuação episódica em veículos eletrônicos de comunicação, atuando como redator do programa “Expresso das 7h30”, noticioso pioneiro nos informativos matutinos da televisão, transmitido pela TV Continental, Canal 9 do Rio de Janeiro, em 1966, e como comentarista político no programa “Falando grosso”, da Rádio FM O Dia, em 1994. Antes de sua profissionalização, como noticiarista do Jornal do Commercio, em maio de 1958, pela mão do festejado jornalista Luís Paulistano, trabalhou 23 dias como repórter e noticiarista do estridente noticioso radiofônico “O Jornal do Brasil informa”, editado e dirigido pelo jornalista Maurítônio Meira. Foi Paulistano que o indicou a Mauritônio, do qual o arrebatou assim que se abriu a primeira vaga no JC, cuja redação Paulistano então dirigia. 
Autor com o jornalista Fausto Neto da autobiografia do jogador de futebol Almir Albuquerque, o Almir Pernambuquinho, publicada originalmente como uma série de reportagens da revista Placar e depois editada em livro pela Editora Abril, em 1975, Maurício Azêdo publicou em 1982 o estudo "Estrutura do mercado de trabalho e perfil salarial dos jornalistas", do Município do Rio de Janeiro, em colaboração com Fichel Davit Chargel; "A Situação das Bibliotecas do Rio de Janeiro", publicado pela Câmara Municipal em 1984, reunindo as intervenções do seminário sobre o tema realizado pela Câmara por sua iniciativa e sob sua coordenação; "A Cabanagem — Uma guerra popular na Amazônia", em "Os enigmas de nossa História", Rio de Janeiro, Otto Pierre Editores Ltda, 1982. A convite do jornalista e escritor Mário Filho, fez a revisão tipográfica do livro de autoria deste "Viagem em torno de Pelé", Rio de Janeiro, 1963. 
Maurício foi o autor, nesse ano de 1963, do primeiro stylebook (manual de redação) do Jornal dos Sports, o qual, além de implantar as normas de redação do jornal, procedeu ao aportuguesamento das denominações das modalidades esportivas e seus eventos, até então grafadas em inglês pelo JS, que em vez de anunciar o match passou a anunciar o jogo. Foi também o introdutor da lauda diagramada de redação dos textos do jornal, em substituição às tiras de aparas de bobinas do papel de impressão do jornal. Como só essa lauda era distribuída na redação, o cronista Nélson Rodrigues e o colunista Luiz Bayer, que resistiam à inovação, batiam seus textos no verso da lauda.
Com atuação na área cultural, Maurício Azêdo foi um dos fundadores e diretores do Cineclube Macunaíma, que realizou sessões e atividades culturais na ABI de 1973 a 1985. Para divulgação do cinema brasileiro, criou o periódico Ganga Bruta, de que houve apenas duas edições, e foi editor do periódico Luz, Câmera e Ação, revista da Cooperativa Brasileira de Cinema dirigida por Marcos Farias e que teve vida curta, assim como a Cooperativa. Foi o redator, junto com o cineasta Iberê Cavalcânti, da "Carta de Curitiba", aprovada na Jornada Nacional de Cineclubes realizada em Curitiba-PR, em 1974, a qual definiu a defesa e divulgação do cinema brasileiro como a principal tarefa cultural e política do movimento cineclubista. Como diretor do Macunaíma, Maurício participou em 1976 da produção de dois documentários de curta-metragem: "É preciso botar peito", de Rogério Lima, e "E aí a gente paramos", de Julius Worcman. Ambos os documentários tinham tema comum: uma greve de trocadores e motoristas de ônibus do Rio de Janeiro, a primeira realizada na cidade sob o regime militar.
A partir de 1982, Maurício Azêdo dedicou-se à vida pública. Vereador à Câmara Municipal do Rio de Janeiro por três legislaturas (1983-88, 1989-1992, 1993-1996), foi Prefeito interino em exercício do Rio por oito dias (15-22/3/83), Presidente da Câmara Municipal no biênio 1983-85, Secretário Municipal de Desenvolvimento Social (1986-1987) e, de 1999 a 2004, Conselheiro do Tribunal de Contas do Município do Rio de Janeiro, no qual foi aposentado compulsoriamente por limite de idade em setembro de 2004. É autor de mais de cem leis municipais, entre as quais a de criação da Distribuidora de Filmes S/A (Riofilme), cujo projeto foi assinado pelo ator e então Vereador Francisco Milani (PCB). Foi também destacada a sua participação na elaboração da Lei Orgânica do Município do Rio de Janeiro, de 1990, e do Plano Diretor Decenal da Cidade do Rio de Janeiro, de 1992. Na solenidade de promulgação da Lei Orgânica, foi apontado pelo Presidente da Mesa Diretora da Lei Orgânica, Vereador Francisco Milani (PCB), como “o spalla da Lei Orgânica” .
Entre as distinções que recebeu figuram a Medalha de Mérito Pedro Ernesto
, da Câmara Municipal do Rio de Janeiro; a Medalha Tiradentes, da Assembléia Legislativa do Estado do Rio de Janeiro; o Colar Victor Nunes Leal, do Tribunal de Contas do Município do Rio de Janeiro, e o Colar do Mérito Judiciário, conferido em dezembro de 2005 pelo Tribunal de Justiça do Estado do Rio de Janeiro. 
Maurício Azêdo foi eleito Presidente da Associação Brasileira de Imprensa-ABI em abril de 2004, encabeçando a Chapa Prudente de Moraes, neto. Em abril de 2007 e em abril de 2010, foi reeleito para novos mandatos. 
Maurício faleceu em 25 de outubro de 2013 e era casado com Marilka Lannes Azêdo com quem teve duas filhas, Ana Luísa e Maria Ilka. Do primeiro casamento com Maria de Nazareth Capiberibe Azêdo, deixou dois filhos, Luiz Maurício e Maria Clara.
1. ↑  «Jornalista Maurício Azêdo, presidente da ABI, morre no Rio aos 79 anos». Folha UOL. Consultado em 25 de outubro de 2013
2. ↑  «ABI-Biografia». Consultado em 26 de maio de 2011. Arquivado do original em 9 de agosto de 2011
3. ↑  
Lei Orgânica do Município do Rio de Janeiro
4. ↑  
Plano Diretor Decenal da Cidade do Rio de Janeiro
5. ↑  
Medalha de Mérito Pedro Ernesto